# Grand Prix-wegrace van België 1985
De Grand Prix-wegrace van België 1985 was de achtste Grand Prix van wereldkampioenschap wegrace in het seizoen 1985. De races werden verreden op 7 juli 1985 op het Circuit de Spa-Francorchamps nabij Malmedy. 

## Algemeen
De Belgische Grand Prix was bijna afgelast nadat het asfalt van het circuit tijdens de trainingen van de Formule 1-Grand Prix aan flarden was gereden. De schade was (omgerekend) ruim 11 miljoen Euro en de autorace werd uiteindelijk op 15 september alsnog gereden. Een delegatie van de coureurs keurde het nieuwe asfalt enkele weken voor de GP goed maar tijdens de trainingen duurde het enige tijd voordat de coureurs genoeg vertrouwen hadden om de oude ronderecords te verpulveren. Wel merkten ze tijdens de vrijdagtraining dat de natte baan erg glad was. Drie van de vier races waren erg saai, omdat ze met groot gemak gewonnen werden: de 250- en de 500cc-race door Freddie Spencer en de 125cc-race door Fausto Gresini.

## 500cc-klasse

### De training
Het lukte Marlboro-Yamaha maar niet om voldoende vermogen uit de machine van Eddie Lawson te halen om zelfs maar in de buurt van de tijd van Freddie Spencer te komen. Christian Sarron had geen problemen, maar kwam ook niet echt in de buurt. Uiteindelijk ontdekte Kel Carruthers een probleem met de aandrijving van de powervalves, waardoor Lawson alsnog de tweede startplaats bereikte. 

#### Trainingstijden
| Pos | Coureur            | Merk                      | Tijd    |
| --- | ------------------ | ------------------------- | ------- |
| 1.  | Freddie Spencer    | Rothmans-HRC-Honda        | 2"28'57 |
| 2.  | Eddie Lawson       | Marlboro-Yamaha           | 2"28'92 |
| 3.  | Christian Sarron   | Gauloises-Sonauto-Yamaha  | 2"29'00 |
| 4.  | Wayne Gardner      | Rothmans-HRC-Honda-UK     | 2"30'27 |
| 5.  | Randy Mamola       | Rothmans-HRC-Honda        | 2"32'25 |
| 6.  | Didier de Radiguès | ELF-Chevallier-HRC-Honda  | 2"32'41 |
| 7.  | Takazumi Katayama  | Bakker-Rothmans-HRC-Honda | 2"33'18 |
| 8.  | Ron Haslam         | Rothmans-HRC-Honda-UK     | 2"33'29 |
| 9.  | Thierry Espié      | Chevallier-Honda          | 2"33'48 |
| 10. | Dave Petersen      | Honda                     | 2"34'07 |

### De race
In de 500cc-race paste Freddie Spencer dezelfde tactiek toe als in de 250cc-race: Na een bliksemstart zette hij het hele veld binnen enkele ronden op een veilige afstand en vervolgens ging hij rustiger rijden. Als het pitbord aangaf dat er iemand dichterbij kwam draaide hij het gas weer even open. Eddie Lawson moest zich intussen bezighouden met zijn merkgenoot Christian Sarron en zij werden gevolgd door Randy Mamola, Wayne Gardner, Ron Haslam en Raymond Roche. In de dertiende ronde verremde Sarron zich en moest hij Lawson laten gaan. Mamola verremde zich terwijl hij Roche wilde inhalen en ze raakten elkaar zelfs, maar alleen Mamola kwam ten val. Takazumi Katayama bereikte eindelijk weer eens een redelijk resultaat: achtste, maar hij had daarbij geluk dat Dave Petersen in de laatste ronde zonder benzine kwam te staan. 

#### Uitslag 500cc-klasse
| Pos | Coureur            | Merk                      | Tijd     | Grid | Punten |
| --- | ------------------ | ------------------------- | -------- | ---- | ------ |
| 1   | Freddie Spencer    | Rothmans-HRC-Honda        | 49"51'80 | 1    | 15     |
| 2   | Eddie Lawson       | Marlboro-Yamaha           | 49"57'07 | 2    | 12     |
| 3   | Christian Sarron   | Gauloises-Sonauto-Yamaha  | 50"28'09 | 3    | 10     |
| 4   | Wayne Gardner      | Rothmans-HRC-Honda-UK     | 50"42'31 | 4    | 8      |
| 5   | Raymond Roche      | Marlboro-Yamaha           | 51"06'17 | 11   | 6      |
| 6   | Ron Haslam         | Rothmans-HRC-Honda-UK     | 51"17'75 | 8    | 5      |
| 7   | Didier de Radiguès | ELF-Chevallier-HRC-Honda  | 51"27'88 | 6    | 4      |
| 8   | Takazumi Katayama  | Bakker-Rothmans-HRC-Honda | 51"30'14 | 7    | 3      |
| 9   | Boet van Dulmen    | Bakker-Honda              | 51"51'36 | 14   | 2      |
| 10  | Gustav Reiner      | Bakker-Honda              | 51"52'46 | 13   | 1      |
| 11  | Mike Baldwin       | Honda                     | 52"07'11 | 12   |        |
| 12  | Thierry Espié      | Chevallier-Honda          | 52"08'81 | 9    |        |
| 13  | Franco Uncini      | HB-Gallina-Suzuki         | 52"10'22 | 19   |        |
| 14  | Christian Le Liard | ELF-Chevallier-Honda      | 52"21'50 | 15   |        |
| 15  | Sito Pons          | HB-Gallina-Suzuki         | 52"25'16 | 20   |        |
| 16  | Massimo Messere    | Honda                     | +1 ronde | 17   |        |
| 17  | Armando Errico     | Honda                     | +1 ronde | 22   |        |
| 18  | Henk van der Mark  | SNRT-Honda                | +1 ronde | 23   |        |
| 19  | Eero Hyvärinen     | Honda                     | +1 ronde | 24   |        |
| 20  | Rob Punt           | Suzuki                    | +1 ronde | 25   |        |
| 21  | Mile Pajic         | SNRT-Honda                | +1 ronde | 30   |        |
| 22  | Manfred Fischer    | Honda                     | +1 ronde | 26   |        |
| 23  | Paul Iddon         | Suzuki                    | +1 ronde | 28   |        |
| 24  | Neil Robinson      | Suzuki                    | +1 ronde | 31   |        |
| 25  | Marco Papa         | Paton                     | +1 ronde | 27   |        |
| 26  | Dietmar Mayer      | Honda                     | +1 ronde | 32   |        |
| 27  | Maarten Duyzers    | Suzuki                    | +1 ronde | 34   |        |
| 28  | Georg-Robert Jung  | Suzuki                    | +1 ronde | 33   |        |

#### Niet gefinisht
| Coureur             | Merk                      | Oorzaak         | Grid |
| ------------------- | ------------------------- | --------------- | ---- |
| Dave Petersen       | Honda                     | Brandstoftekort | 10   |
| Randy Mamola        | Rothmans-HRC-Honda        | Val             | 5    |
| Marco Lucchinelli   | Cagiva                    |                 | 29   |
| Fabio Biliotti      | Honda                     |                 | 21   |
| Wolfgang von Muralt | Bakker-Suzuki             | Versnellingsbak | 18   |
| Rob McElnea         | Skoal Bandit-Heron-Suzuki | Zuiger          | 16   |

#### Niet deelgenomen
| Coureur              | Merk                 | Oorzaak    |
| -------------------- | -------------------- | ---------- |
| Virginio Ferrari     | Cagiva               | Teambeleid |
| Pierre-Etienne Samin | ELF-Chevallier-Honda | Blessure   |

### Top tien tussenstand 500cc-klasse
| Pos. | Coureur            | Merk                      | Ptn. |
| ---- | ------------------ | ------------------------- | ---- |
| 1    | Freddie Spencer    | Rothmans-HRC-Honda        | 96   |
| 2    | Eddie Lawson       | Marlboro-Yamaha           | 86   |
| 3    | Christian Sarron   | Gauloises-Sonauto-Yamaha  | 62   |
| 4    | Wayne Gardner      | Rothmans-HRC-Honda-UK     | 61   |
| 5    | Ron Haslam         | Rothmans-HRC-Honda-UK     | 51   |
| 6    | Randy Mamola       | Rothmans-HRC-Honda        | 40   |
| 7    | Didier de Radiguès | ELF-Chevallier-HRC-Honda  | 34   |
| 8    | Raymond Roche      | Marlboro-Yamaha           | 22   |
| 9    | Rob McElnea        | Skoal Bandit-Heron-Suzuki | 19   |
| 10   | Boet van Dulmen    | Honda / Bakker-Honda      | 14   |

## 250cc-klasse

### De training
In de 250cc-training viel niet veel bijzonders te melden. Freddie Spencer reed zonder problemen naar poleposition, anderhalve seconde sneller dan de concurrentie. Pierre Bolle presteerde goed met zijn Parisienne door de vierde startplaats te veroveren. De tiende startplaats van Jean-François Baldé was ook opmerkelijk. Het Pernod team bleek te zijn gestopt en Baldé had bij importeur Sonauto een ex-Christian Sarron-Yamaha TZ 250 gekocht. 

#### Trainingstijden
| Pos | Coureur             | Merk               | Tijd    |
| --- | ------------------- | ------------------ | ------- |
| 1.  | Freddie Spencer     | Rothmans-HRC-Honda | 2"36'03 |
| 2.  | Carlos Lavado       | Venemotos-Yamaha   | 2"37'67 |
| 3.  | Toni Mang           | Marlboro-HRC-Honda | 2"38'71 |
| 4.  | Pierre Bolle        | Bakker-Parisienne  | 2"39'20 |
| 5.  | Martin Wimmer       | Mitsui-Yamaha      | 2"39'30 |
| 6.  | Loris Reggiani      | Aprilia-Rotax      | 239'40  |
| 7.  | Dominique Sarron    | Rothmans-Honda     | 2"39'67 |
| 8.  | Carlos Cardús       | JJ Cobas-Rotax     | 2"39'99 |
| 9.  | Reinhold Roth       | Juchem-Yamaha      | 2"40'13 |
| 10. | Jean-François Baldé | Yamaha             | 2"40'43 |

### De race
Nadat de 125cc-race al geen spanning had gekend waar het de eerste plaats betrof, gaf de 250cc-race hetzelfde beeld. Nu was het Freddie Spencer die de race van start tot finish leidde en na de eerste ronde al drie seconden voorsprong had. Toen was Loris Reggiani al in de strobalen gevlogen en in de tweede ronde nam Hans Lindner in zijn val Reinhold Roth mee. Ver achter Spencer werd om de tweede plaats gestreden door Carlos Lavado en Toni Mang. Dat gevecht eindigde toen de machine van Mang tegen het einde langzamer ging lopen. Lavado werd dus tweede en Mang derde. 

#### Uitslag 250cc-klasse
| Pos | Coureur           | Merk               | Tijd     | Grid | Punten |
| --- | ----------------- | ------------------ | -------- | ---- | ------ |
| 1   | Freddie Spencer   | Rothmans-HRC-Honda | 42"05'73 | 1    | 15     |
| 2   | Carlos Lavado     | Venemotos-Yamaha   | 42"18'43 | 2    | 12     |
| 3   | Toni Mang         | Marlboro-HRC-Honda | 42"23'12 | 3    | 10     |
| 4   | Martin Wimmer     | Mitsui-Yamaha      | 42"45'69 | 5    | 8      |
| 5   | Carlos Cardús     | JJ Cobas-Rotax     | 42"51'51 | 8    | 6      |
| 6   | Manfred Herweh    | Bakker-Real-Rotax  | 43"05'18 | 15   | 5      |
| 7   | Juan Garriga      | JJ Cobas-Rotax     | 43"05'65 | 17   | 4      |
| 8   | Dominique Sarron  | Rothmans-Honda     | 43"06'51 | 7    | 3      |
| 9   | Alan Carter       | Honda              | 43"06'73 | 13   | 2      |
| 10  | Patrick Igoa      | Rothmans-Honda     | 43"21'29 | 22   | 1      |
| 11  | Jacques Cornu     | Parisienne-Honda   | 43"29'62 | 19   |        |
| 12  | Luis Miguel Reyes | JJ Cobas-Rotax     | 43"32'80 | 20   |        |
| 13  | Siegfried Minich  | Yamaha             | 43"33'14 | 16   |        |
| 14  | August Auinger    | Bartol             | 43"33'89 | 26   |        |
| 15  | Guy Bertin        | Malanca-Rotax      | 43"45'42 | 30   |        |
| 16  | Hans Becker       | Yamaha             | 43"45'88 | 25   |        |
| 17  | Jean Foray        | Chevallier-Yamaha  | 43"46'51 | 31   |        |
| 18  | Edwin Weibel      | Yamaha             | 43"46'76 | 27   |        |
| 19  | Fausto Ricci      | Rothmans-HRC-Honda | 43"50'15 | 28   |        |
| 20  | Stefano Caracchi  | MBA                | 43"52'37 | 36   |        |
| 21  | René Delaby       | Rotax              | 44"02'87 | 34   |        |
| 22  | Roland Freymond   | Yamaha             | 44"03'25 | 21   |        |

#### Niet gefinisht
| Coureur                | Merk                        | Oorzaak       | Grid |
| ---------------------- | --------------------------- | ------------- | ---- |
| Reinhold Roth          | Juchem-Yamaha               | Val           | 9    |
| Hans Lindner           | Bakker-Rotax                | Val           | 32   |
| Pierre Bolle           | Bakker-Parisienne           |               | 4    |
| Loris Reggiani         | Aprilia-Rotax               | Val           | 6    |
| Stéphane Mertens       | Yamaha                      | Val           | 11   |
| Jean-François Baldé    | Yamaha                      | Schakelpedaal | 10   |
| Jean-Louis Guignabodet | MIG-Rotax                   |               | 12   |
| Alan Carter            | Honda                       |               | 13   |
| Niall Mackenzie        | Silverstone-Armstrong-Rotax |               | 14   |
| Harald Eckl            | ES                          |               | 18   |
| Donnie McLeod          | Silverstone-Armstrong-Rotax |               | 23   |
| Jean-Michel Mattioli   | Yamaha                      |               | 24   |
| Mar Schouten           | Yamaha                      | Koppeling     | 33   |
| Antonio García         | JJ Cobas-Rotax              |               | 35   |

#### Niet gekwalificeerd
| Coureur           | Merk       | Oorzaak | Grid |
| ----------------- | ---------- | ------- | ---- |
| Mario Rademeyer   | Yamaha     |         |      |
| Thierry Rapicault | Yamaha     |         |      |
| Cees Doorakkers   | SNRT-Honda | Keuring | 48   |

#### Niet deelgenomen
| Coureur         | Merk             | Oorzaak    |
| --------------- | ---------------- | ---------- |
| Maurizio Vitali | Garelli          | Blessure   |
| Ángel Nieto     | Garelli          | Blessure   |
| Jacky Onda      | Pernod           | Teambeleid |
| Iván Palazzese  | Venemotos-Yamaha | Ontslagen  |
| Erich Klein     | Rotax            | Blessure   |
| Antonio Neto    | JJ Cobas-Rotax   | Blessure   |

### Top tien tussenstand 250cc-klasse
| Pos. | Coureur         | Merk                                 | Ptn. |
| ---- | --------------- | ------------------------------------ | ---- |
| 1    | Freddie Spencer | Rothmans-HRC-Honda                   | 104  |
| 2    | Toni Mang       | Marlboro-HRC-Honda                   | 70   |
| 3    | Martin Wimmer   | Mitsui-Yamaha                        | 69   |
| 4    | Carlos Lavado   | Venemotos-Yamaha                     | 61   |
| 5    | Loris Reggiani  | Aprilia-Rotax                        | 34   |
| 6    | Fausto Ricci    | Rothmans-HRC-Honda                   | 22   |
| 7    | Alan Carter     | HRC-Honda / Honda                    | 20   |
| 8    | Carlos Cardús   | JJ Cobas-Rotax                       | 17   |
| 9    | Reinhold Roth   | Juchem-Yamaha                        | 16   |
| 10   | Jacques Cornu   | Bakker-Parisienne / Parisienne-Honda | 13   |

## 125cc-klasse

### De training
In de 125cc-training van donderdag raakte Ezio Gianola na een val in shock, waardoor hij van verdere deelname af moest zien. Luca Cadalora liep bij een val een beenblessure op. Fausto Gresini reed de snelste trainingstijd, met als verrassing op de tweede positie de Belg Lucio Pietroniro. De leider in het wereldkampioenschap, Pier Paolo Bianchi, reed slechts de zevende tijd, vier seconden langzamer dan Gresini.

#### Trainingstijden
| Pos | Coureur            | Merk        | Tijd    |
| --- | ------------------ | ----------- | ------- |
| 1.  | Fausto Gresini     | FMI-Garelli | 2"45'91 |
| 2.  | Lucio Pietroniro   | MBA         | 2"47'96 |
| 3.  | Bruno Kneubühler   | LCR-MBA     | 2"48'30 |
| 4.  | Jean-Claude Selini | MBA         | 2"48'72 |
| 5.  | August Auinger     | Bartol-MBA  | 2"48'77 |
| 6.  | Domenico Brigaglia | MBA         | 2"48'78 |
| 7.  | Pier Paolo Bianchi | MBA         | 2"49'57 |
| 8.  | Olivier Liégeois   | MBA         | 2"50'09 |
| 9.  | Willy Pérez        | MBA         | 2"50'41 |
| 10. | Giuseppe Ascareggi | MBA         | 2"50'50 |

### De race
WK-leider Pier Paolo Bianchi had het moeilijk in België, want nadat hij vanaf de tweede startrij moest beginnen ging het in de race ook niet makkelijk. Fausto Gresini nam al snel na de start de leiding om ze niet meer af te staan. Hij won met een ruime voorsprong. De spanning moest komen uit de gevechten achter hem. Lucio Pietroniro deed het in zijn thuisrace erg goed en vocht met Bruno Kneubühler om de tweede plaats. Toen Kneubühler hem in de vierde ronde voorbijstak koos Pietroniro voor zekerheid en de derde plaats. Bianchi was toen hard aan het werk in zijn gevecht met August Auinger, Jean-Claude Selini en Willy Pérez. Selini viel met machinepech uit, maar Auinger klopte Bianchi met tien seconden verschil. Bianchi óf zijn team MBA waren slechte verliezers, want er werd een protest ingediend tegen de cilinderinhoud van de Garelli van Gresini. Die bleek bij nameten 124,6 cc te bedragen. 

#### Uitslag 125cc-klasse
| Pos | Coureur            | Merk        | Tijd     | Grid | Punten |
| --- | ------------------ | ----------- | -------- | ---- | ------ |
| 1   | Fausto Gresini     | FMI-Garelli | 38"58'34 | 1    | 15     |
| 2   | Bruno Kneubühler   | LCR-MBA     | 39"24'84 | 3    | 12     |
| 3   | Lucio Pietroniro   | MBA         | 39"31'05 | 2    | 10     |
| 4   | August Auinger     | Bartol-MBA  | 39"31'08 | 5    | 8      |
| 5   | Pier Paolo Bianchi | MBA         | 39"41'23 | 7    | 6      |
| 6   | Willy Pérez        | MBA         | 39"47'40 | 9    | 5      |
| 7   | Domenico Brigaglia | MBA         | 39"48'04 | 6    | 4      |
| 8   | Olivier Liégeois   | MBA         | 40"09'66 | 8    | 3      |
| 9   | Johnny Wickström   | MBA         | 40"17'14 | 16   | 2      |
| 10  | Jussi Hautaniemi   | MBA         | 40"17'67 | 11   | 1      |
| 11  | Alfred Waibel      | MBA         | 40"31'67 | 15   |        |
| 12  | Håkan Olsson       | MBA         | 40"32'54 | 20   |        |
| 13  | Thierry Feuz       | MBA         | 40"32'76 | 19   |        |
| 14  | Anton Straver      | MBA         | 40"34'46 | 21   |        |
| 15  | Eric Gijsel        | MBA         | 40"43'59 | 32   |        |
| 16  | Jacky Hutteau      | MBA         | 40"54'35 | 25   |        |
| 17  | Andres Sánchez     | MBA         | 41"00'08 | 33   |        |
| 18  | Thomas Pedersen    | MBA         | 41"03'23 | 18   |        |
| 19  | Adolf Stadler      | MBA         | 41"03'97 | 26   |        |
| 20  | Boy van Erp        | MBA         | 41"04'86 | 35   |        |
| 21  | Peter Balaz        | MBA         | 41"05'28 | 24   |        |
| 22  | Ton Spek           | MBA         | 41"05'46 | 29   |        |
| 23  | Fernando Gonzalez  | MBA         | 41"33'20 | 36   |        |
| 24  | Michel Escudier    | MBA         | 41"33'45 | 28   |        |
| 25  | Helmut Lichtenberg | MBA         | +1 ronde | 34   |        |

#### Niet gefinisht
| Coureur            | Merk | Oorzaak         | Grid |
| ------------------ | ---- | --------------- | ---- |
| Jean-Claude Selini | MBA  | Versnellingsbak | 4    |
| Giuseppe Ascareggi | MBA  |                 | 10   |
| Alex Bedford       | MBA  |                 | 12   |
| Esa Kytölä         | MBA  |                 | 13   |
| Robin Appleyard    | MBA  |                 | 17   |
| Dirk Hafeneger     | MBA  |                 | 31   |
| Mike Leitner       | MBA  |                 | 23   |
| Bady Hassaine      | MBA  |                 | 27   |
| Wilhelm Lücke      | MBA  |                 | 38   |
| Manfred Braun      | MBA  |                 | 37   |

#### Niet gestart
| Coureur         | Merk        | Oorzaak  | Grid |
| --------------- | ----------- | -------- | ---- |
| Luca Cadalora   | MBA         | Blessure | 14   |
| Willy Hupperich | Seel-MBA    |          | 22   |
| Ezio Gianola    | FMI-Garelli | Blessure |      |

### Top tien tussenstand 125cc-klasse
| Pos. | Coureur            | Merk        | Ptn. |
| ---- | ------------------ | ----------- | ---- |
| 1    | Pier Paolo Bianchi | MBA         | 69   |
| 2    | Fausto Gresini     | FMI-Garelli | 64   |
| 3    | Ezio Gianola       | FMI-Garelli | 42   |
| 4    | Bruno Kneubühler   | LCR-MBA     | 40   |
| 5    | August Auinger     | Bartol-MBA  | 38   |
| 6    | Lucio Pietroniro   | MBA         | 24   |
| 7    | Domenico Brigaglia | MBA         | 22   |
| 8    | Jean-Claude Selini | MBA         | 21   |
| 9    | Olivier Liégeois   | MBA         | 13   |
| 10   | Johnny Wickström   | MBA         | 12   |

## Zijspanklasse

### De training
De zijspanrijders hadden vooral moeilijkheden met het kiezen van de juiste banden voor het nieuwe asfalt in Spa-Francorchamps, maar ook alle andere coureurs keken met argusogen naar de trainingen. Tijdens de trainingen van de Formule 1-Grand Prix was de vorige toplaag stukgereden en het was maar afwachten hoe het wegdek zich onder de driewielers zou houden. Voor de kwalificaties was het geen probleem: Egbert Streuer/Bernard Schnieders waren bijna twee seconden sneller dan Rolf Biland/Kurt Waltisperg en waren met hun tijd zelfs bijna even snel als Freddie Spencer in de 250cc-training. 

#### Trainingstijden
| Pos | Coureur          | Bakkenist          | Merk               | Tijd    |
| --- | ---------------- | ------------------ | ------------------ | ------- |
| 1.  | Egbert Streuer   | Bernard Schnieders | LCR-Yamaha         | 2"36'17 |
| 2.  | Rolf Biland      | Kurt Waltisperg    | LCR-Krauser        | 2"37'93 |
| 3.  | Alain Michel     | Jean-Marc Fresc    | Krauser-LCR-Yamaha | 2"38'69 |
| 4.  | Werner Schwärzel | Fritz Buck         | Krauser-LCR-Yamaha | 2"39'51 |
| 5.  | Derek Jones      | Brian Ayres        | LCR-Yamaha         | 2"41'68 |
| 6.  | Derek Bayley     | Brian Nixon        | LCR-Yamaha         | 2"41'73 |
| 7.  | Alfred Zurbrügg  | Martin Zurbrügg    | LCR-Yamaha         | 2"42'32 |
| 8.  | Mick Barton      | Simon Birchall     | LCR-Yamaha         | 2"42'70 |
| 9.  | Hans Hügli       | Andreas Schütz     | LCR-Yamaha         | 2"42'94 |
| 10. | Masato Kumano    | Helmut Diehl       | LCR-Yamaha         | 2"43'47 |

### De race
Egbert Streuer en Bernard Schnieders hadden het in de training goed gedaan: poleposition met bijna twee seconden verschil. Ze startten echter slecht en moesten aansluiten achter de combinaties Rolf Biland/Kurt Waltisperg en Werner Schwärzel/Fritz Buck. In de vierde ronde nam Streuer de eerste plaats over en hij hield die enkele ronden vast. Halverwege de race zat Biland weer op kop, maar Streuer kon hem makkelijk volgen en verklaarde na de race dat hij zijn banden aan het sparen was. Wanneer de achtervolgers dichterbij kwamen nam Streuer de leiding weer even over om het gat te vergroten. Tegen het einde van de race zag hij dat Biland steeds meer risico ging nemen en twee ronden voor het einde nam Streuer de leiding definitief over, reed de snelste ronde en won de race met zestien seconden verschil. Daarbij hielp het ook dat Biland schakelproblemen kreeg. 

#### Uitslag zijspanklasse
| Pos | Coureur              | Bakkenist             | Merk               | Tijd     | Grid | Punten |
| --- | -------------------- | --------------------- | ------------------ | -------- | ---- | ------ |
| 1   | Egbert Streuer       | Bernard Schnieders    | LCR-Yamaha         | 42"28'33 | 1    | 15     |
| 2   | Rolf Biland          | Kurt Waltisperg       | LCR-Krauser        | 42"44'05 | 2    | 12     |
| 3   | Werner Schwärzel     | Fritz Buck            | Krauser-LCR-Yamaha | 43"07'22 | 4    | 10     |
| 4   | Steve Abbott         | Shaun Smith           | Windle-Yamaha      |          |      | 8      |
| 5   | Masato Kumano        | Helmut Diehl          | LCR-Yamaha         |          | 10   | 6      |
| 6   | Hans-Rudi Christinat | Markus Fährni         | LCR-Yamaha         |          |      | 5      |
| 7   | Markus Egloff        | Urs Egloff            | LCR-Yamaha         |          |      | 4      |
| 8   | Derek Bayley         | Brian Nixon           | LCR-Yamaha         |          | 6    | 3      |
| 9   | Alfred Zurbrügg      | Martin Zurbrügg       | LCR-Yamaha         |          | 7    | 2      |
| 10  | Hans Hügli           | Andreas Schütz        | LCR-Yamaha         |          | 9    | 1      |
| 11  | Frank Wrathall       | Phil Spendlove        | Seymaz-Yamaha      |          |      |        |
| 12  | Luigi Casagrande     | René Nydegger         | LCR-Yamaha         |          |      |        |
| 13  | René Progin          | Yvan Hunziker         | Seymaz-Yamaha      |          |      |        |
| 14  | Derek Jones          | Brian Ayres           | LCR-Yamaha         |          | 5    |        |
| 15  | Martin Kooy          | Raimond van den Groep | Kova-Yamaha        |          |      |        |
| 16  | Hein van Drie        | Iain Colquhoun        | LCR-Yamaha         |          |      |        |
| 17  | Graham Gleeson       | Kerry Chapman         | LCR-Yamaha         |          |      |        |
| 18  | Jean-Louis Millet    | Christian Depraz      | Seymaz-Yamaha      |          |      |        |
| 19  | Ken Smith            | Dave Brown            | Onbekend           |          |      |        |

#### Niet gefinisht
| Coureur          | Bakkenist       | Merk               | Oorzaak | Grid |
| ---------------- | --------------- | ------------------ | ------- | ---- |
| Alain Michel     | Jean-Marc Fresc | Krauser-LCR-Yamaha |         | 3    |
| Mick Barton      | Simon Birchall  | LCR-Yamaha         |         | 8    |
| Rolf Steinhausen | Bruno Hiller    | Busch-ARO          |         |      |
| Theo van Kempen  | Geral de Haas   | LCR-Yamaha         |         | 16   |

#### Niet deelgenomen
| Coureur       | Bakkenist   | Merk       | Oorzaak  |
| ------------- | ----------- | ---------- | -------- |
| Steve Webster | Tony Hewitt | LCR-Yamaha | Blessure |

### Top tien tussenstand zijspanklasse
| Pos. | Coureur          | Bakkenist          | Merk                             | Ptn. |
| ---- | ---------------- | ------------------ | -------------------------------- | ---- |
| 1    | Rolf Biland      | Kurt Waltisperg    | Krauser-LCR-Yamaha / LCR-Krauser | 50   |
| 2    | Werner Schwärzel | Fritz Buck         | Krauser-LCR-Yamaha               | 49   |
| 3    | Egbert Streuer   | Bernard Schnieders | LCR-Yamaha                       | 43   |
| 4    | Steve Webster    | Tony Hewitt        | LCR-Yamaha                       | 22   |
| 4    | Alfred Zurbrügg  | Martin Zurbrügg    | LCR-Yamaha                       | 22   |
| 6    | Steve Abbott     | Shaun Smith        | Windle-Yamaha                    | 13   |
| 7    | Mick Barton      | Simon Birchall     | LCR-Yamaha                       | 11   |
| 8    | Masato Kumano    | Helmut Diehl       | LCR-Yamaha                       | 8    |
| 8    | Hans Hügli       | Andreas Schütz     | LCR-Yamaha                       | 8    |
| 10   | Derek Bayley     | Brian Nixon        | LCR-Yamaha                       | 7    |

## Trivia

### Suzuki-problemen
De Suzuki-teams kregen door het uitblijven van nieuw fabrieksmateriaal steeds meer problemen. Rob McElnea was in de trainingen nog erg tevreden over de door Heron aangeschafte White Power Super Front-voorvork, maar viel al in de eerste ronde uit door een kapotte zuiger nadat hij zich slechts als zestiende gekwalificeerd had. Daarmee was hij de snelste Suzuki-rijder. Het HB-Gallina-Suzuki team stond er nog slechter voor met Franco Uncini op de negentiende startpositie en Sito Pons op de twintigste. Zij waren bang dat sponsor HB er niet lang meer brood in zou zien. Wolfgang von Muralt, die met zijn productie-Suzuki RG 500 als achttiende had mogen starten, viel al in de eerste ronde uit door een gebroken versnellingsbaktandwiel, maar beklaagde zich over het feit dat Suzuki nauwelijks onderdelen kon leveren. 

### Honda-problemen
Ook bij HRC-Honda waren er coureurs ontevreden. Alleen Freddie Spencer kreeg de viercilinder Honda NSR 500 en de rest moest het met de driecilinder Honda NS 500 doen. Volgens Randy Mamola ontstonden er op die manier twee competities: die van de viercilinders en die van de driecilinders. De viercilinders waren in handen van Spencer enerzijds en de Yamaha-rijders Eddie Lawson, Christian Sarron en Raymond Roche anderzijds, de driecilinders in handen van Mamola, Wayne Gardner, Ron Haslam, Didier de Radiguès en Takazumi Katayama.
1921 · 1922 · 1923 · 1924 · 1925 · 1926 · 1927 · 1928 · 1929 · 1930 · 1931 · 1932 · 1933 · 1934 · 1935 · 1936 · 1937 · 1938 · 1939 · 1947 · 1948 · 1949 · 1950 · 1951 · 1952 · 1953 · 1954 · 1955 · 1956 · 1957 · 1958 · 1959 · 1960 · 1961 · 1962 · 1963 · 1964 · 1965 · 1966 · 1967 · 1968 · 1969 · 1970 · 1971 · 1972 · 1973 · 1974 · 1975 · 1976 · 1977 · 1978 · 1979 · 1980 · 1981 · 1982 · 1983 · 1984 · 1985 · 1986 · 1988 · 1989 · 1990